# Saint-Aubin-des-Ormeaux
Saint-Aubin-des-Ormeaux är en kommun i departementet Vendée i regionen Pays de la Loire i västra Frankrike. Kommunen ligger i kantonen Mortagne-sur-Sèvre som tillhör arrondissementet La Roche-sur-Yon. År 2022 hade Saint-Aubin-des-Ormeaux 1 382 invånare.

## Befolkningsutveckling
Antalet invånare i kommunen Saint-Aubin-des-Ormeaux
| Referens: INSEE |